# Chapelle Saint-Criat de Verchizeuil
Cette chapelle Saint-Criat est une chapelle romane du XIe siècle, dédiée à Jésus-Christ sous le vocable de « saint Criat ». Elle est située à Verchizeuil (hameau de Verzé) dans la Saône-et-Loire, en Bourgogne.

## Historique
Au XIe siècle, les moines de l'abbaye de Cluny édifient cette chapelle romane dédiée à Saint Martin avant d’être dédiée à Saint-Christ, sur un site celtique historique ou la population pratiquait des rites païens tous les 1er mai au bord d'une « source miraculeuse ».

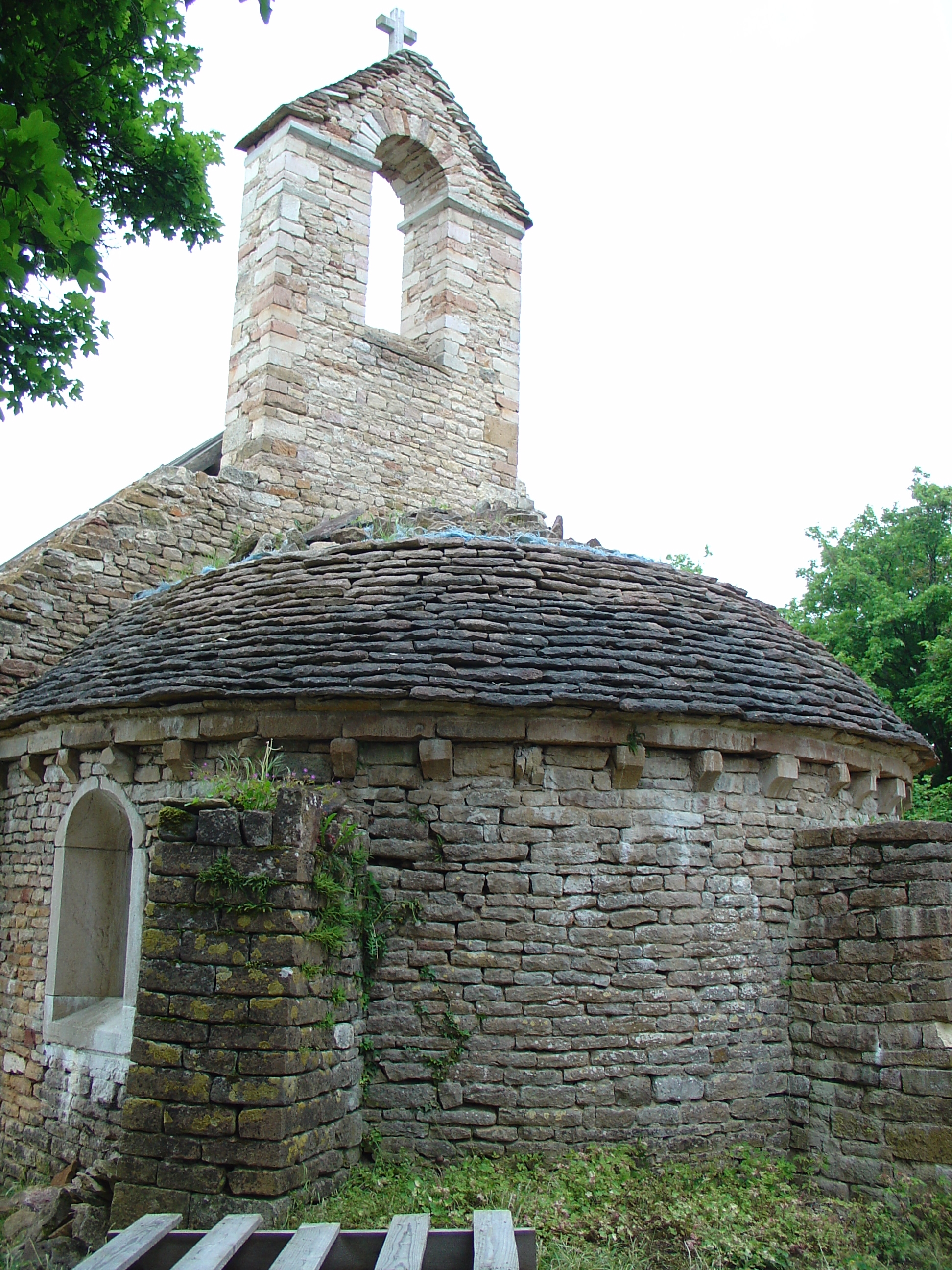
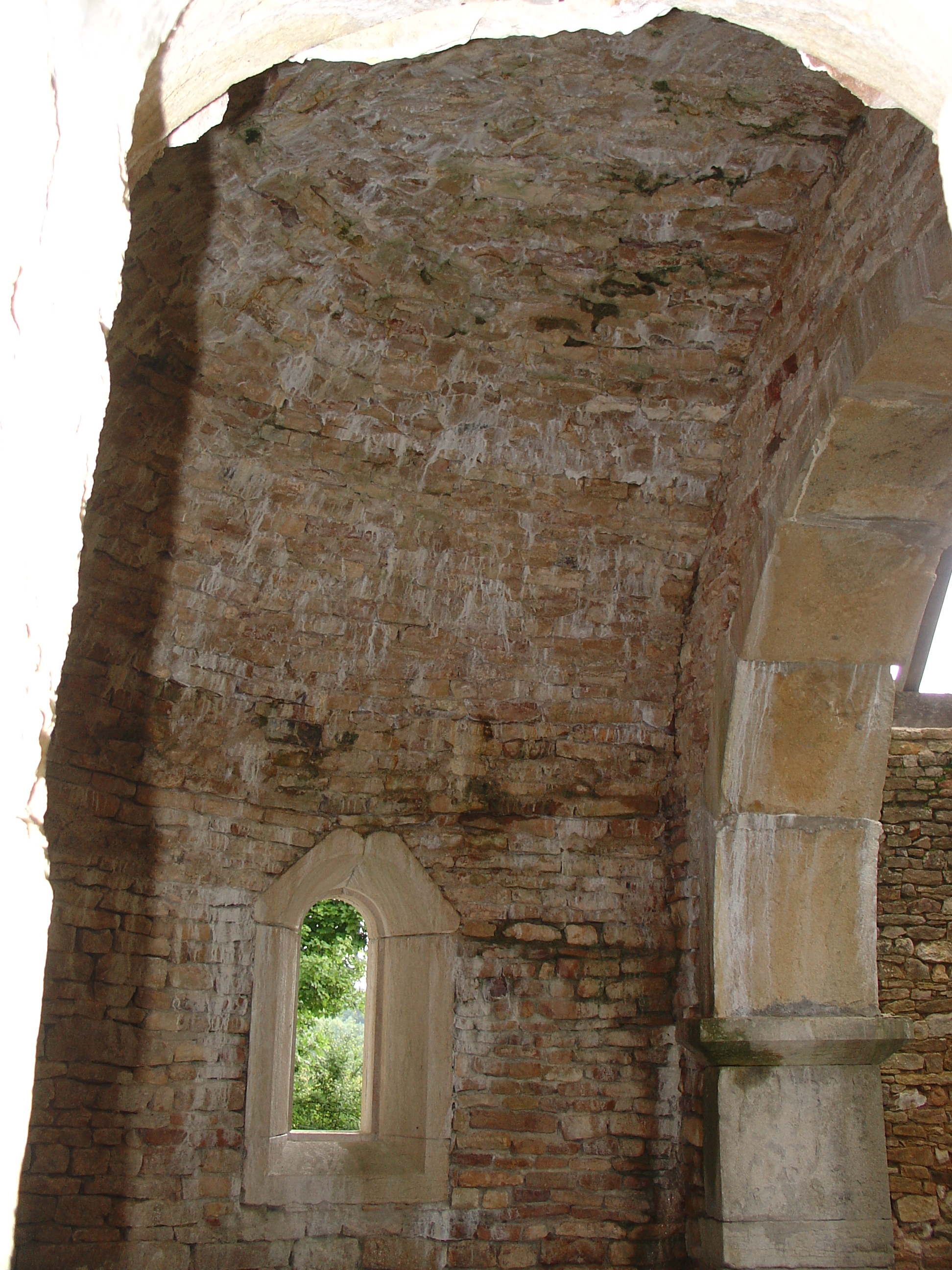

Elle fut plusieurs fois endommagée, restaurée et transformée au cours des siècles, ce qui explique, notamment, son « retournement », la chapelle étant aujourd'hui orientée à l'ouest alors qu'elle l'était, jadis, à l'est.
La chapelle fut notamment visitée en 1721 par monseigneur Cassagnet de Tilladet, évêque de Mâcon, qui constata son mauvais état : « Nous, évêque de Mâcon, savoir faisons que, continuant les visites générales de notre diocèse, nous nous sommes transportés à la chapelle rurale de Verchizeuil autrefois église paroissiale et aujourd'hui desservie par le sieur curé de Verzé, assisté de notre vicaire général [...]. Avons reconnu que ladite chapelle, qui est isolée, a environ trente pieds de longueur sur quinze de largeur, y compris la coquille qui sert de sanctuaire. »
Cette chapelle longue de 14 mètres et large de 8 est inscrite aux monuments historiques depuis 1927.
Réuni en séance le 24 janvier 2020, le conseil municipal de Verzé a voté l'achat de la chapelle, moyennant la somme de 12000 euros.

## Restauration
En 2012, l'association de protection de la chapelle, créée en 1993 (réactivée en 2008, après une période de sommeil), a dû procéder au bâchage de l'édifice, le seul de Verzé à être inscrit à l'inventaire supplémentaire des Monuments historiques, pour en assurer la survie, sa remise en état ayant été stoppée onze ans plus tôt, en 2001. Dans la seconde moitié des années 90, une demi-douzaine de chantiers Rempart avaient permis, avec le soutien de financeurs publics (Drac de Bourgogne, conseil régional de Bourgogne), de dégager l'édifice en ruines de ses ronces et de commencer sa restauration (murs et cul-de-four remontés, charpente rénovée) ; le bâtiment, implanté sur un terrain privé, avait préalablement été loué pour le franc symbolique.

## Ancien pèlerinage
La tradition rapporte que, autrefois, des mamans emmenaient à la chapelle leurs enfants rachitiques et souffreteux, pour y gratter la pierre de l'autel et incorporer les résidus obtenus à la bouillie qu'elles leur servaient, en laquelle elles voyaient un remède. C'est la destination de cette chapelle au profit de petits enfants criards qui aurait fait évoluer le nom du vocable sous lequel elle était originellement placée (de Saint-Christ à Saint-Criat).
« Si l'enfant pleurait et criait sans cesse, c'est à Saint-Criat qu'on se rendait, dans une chapelle isolée, à la lisière de Verchizeuil. Il était de toute nécessité, pour la réussite, de partir à jeun ; il fallait aussi être deux et surtout ne prononcer aucune parole pendant le parcours de l'aller. On faisait les prières exigées, puis on grattait la pierre de l'autel afin d'en extraire un peu de poudre blanche qu'on rapportait après avoir remis au fermier à qui appartenait la chapelle et dans laquelle il entreposait ses charrettes et charrues, une petite somme consacrée à une neuvaine. Au retour, il ne restait plus qu'à faire prendre à l'enfant criard la poudre blanche miraculeuse délayée dans du lait. » a rapporté Émile Violet.